# Státní znak Bruneje
Státní znak Bruneje využívá Sultanát Brunej. Přijat byl v roce 1932, ale dnešní podobu získal v roce 1959.
Znak se skládá ze šesti částí:
- Bendera – vlajka na vrcholu stožáru
- Payung Ubor-Ubor – královský slunečník pod ní
- Sayap – křídla po stranách stožáru
- Tangan (Kimhap) – dvojice rukou po stranách
- Bulan – muslimský půlměsíc s mottem
- Stuha s názvem státu

Na půlměsíci je arabské heslo: الدائمون المحسنون بالهدى ‎(arabsky) (česky Vždy ve službě Boží). Na šále je arabský opis názvu státu بروني دارالسلام ‎ (arabsky) (malajsky Brunei Darussalam, česky Brunej, země míru).
Symbolika:
- Vlajka a slunečník představují svrchovanost a sultánskou rodinu
- Křídla symbolizují mír a spravedlnost
- Stožár představuje spravedlivou a stabilní vládu
- Ruce představují péči vlády o lid a prosperitu
- Půlměsíc je symbol hlavního náboženství v zemi – islámu

## Další použití znaku
Státní znak je umístěn i na Brunejské vlajce.

Vlajka Bruneje se státním znakem